# Landkreis Fürstenfeldbruck

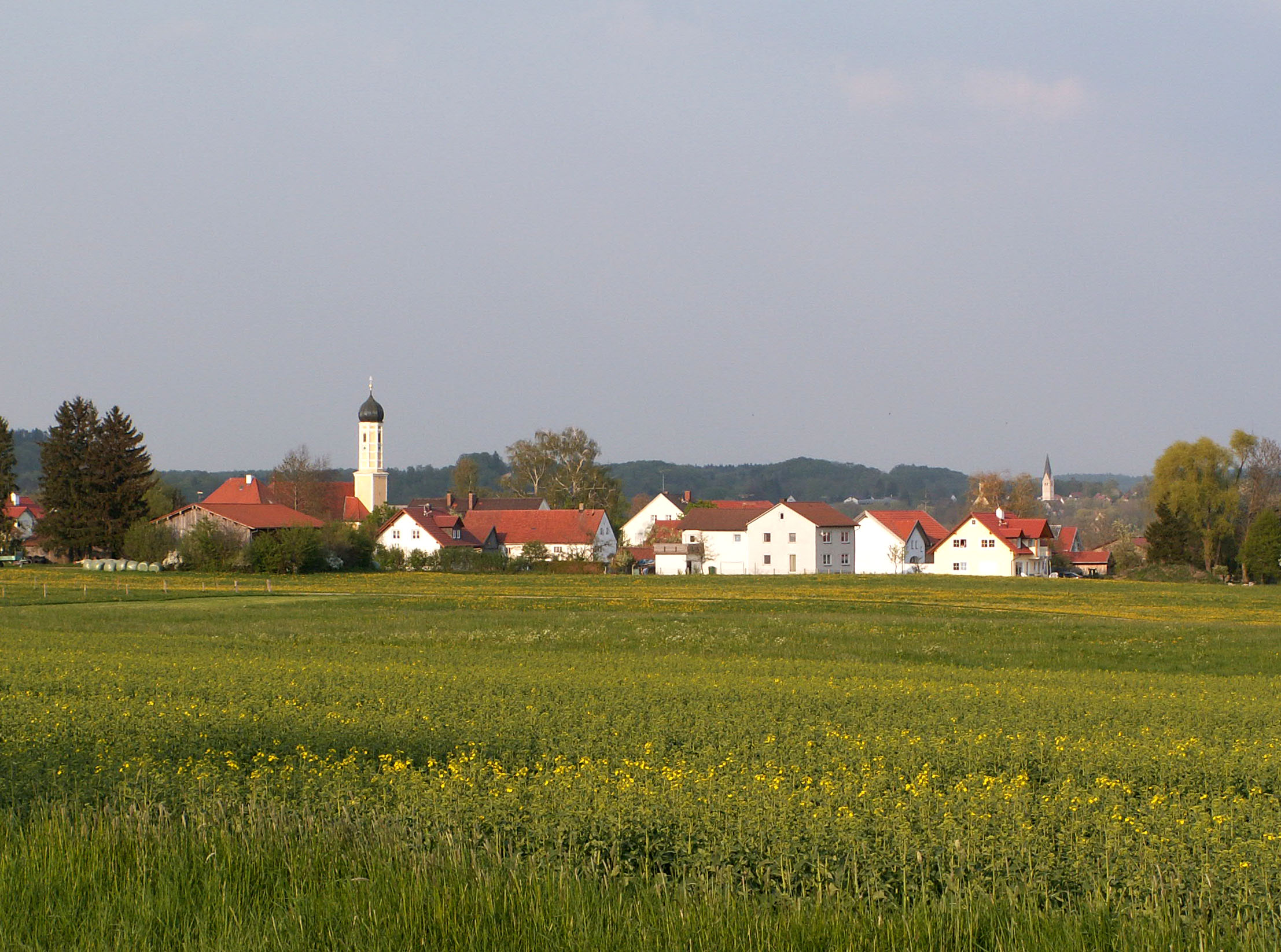
Kottgeisering und Grafrath

Der Landkreis Fürstenfeldbruck liegt im Westen des bayerischen Regierungsbezirks Oberbayern. Verwaltungssitz ist die Stadt Fürstenfeldbruck.

## Geographie

### Gliederung
Der Landkreis Fürstenfeldbruck lässt sich geologisch in vier Bereiche gliedern. Im Osten und Südosten findet sich flaches Land mit kargen Äckern auf der Münchner Schotterebene. Ganz im Süden, südlich von Moorenweis und Jesenwang findet sich eine von Mischwäldern und Wiesen geprägte Jungmoränenlandschaft, die während der Würmeiszeit zwischen 100.000 v. Chr. und 75.000 v. Chr. entstand. Nördlich davon ist der Großteil des Landkreises bis etwa zur Höhe von Unterschweinbach durch hügeliges Altmoränenland mit fruchtbaren Feldern geprägt. Diese Moränenlandschaft bildete sich während der Riß-Eiszeit zwischen ca. 270.000 v. Chr. und 150.000 v. Chr. An den Endmoränen bildeten sich sogenannte Toteislöcher aus. Dabei handelt es sich um Seen, die sich im Laufe der Zeit zu Mooren verlandet haben. Ein Beispiel für ein solches Toteisloch im Landkreis ist das Haspelmoor. Ganz im Norden schließlich, etwa ab einer Linie Tegernbach bei Mittelstetten, Unterschweinbach und Überacker, findet sich nur leicht gewelltes Hügelland mit lehmig-sandigem Boden. Hier herrschen Nadelwälder und tiefgründige Äcker vor.

### Flüsse
Der Landkreis wird vom Süden nach Nordosten von der Amper durchflossen. Etwa parallel dazu, aber weiter nördlich fließt die kleinere Maisach.

### Ausdehnung
Die längste Nord-Süd-Ausdehnung beträgt 25 Kilometer, die längste Ost-West-Ausdehnung 34 Kilometer.

### Höchster und niedrigster Punkt
Der Steingassenberg nordwestlich von Türkenfeld ist laut der offiziellen Website des Landkreises mit 624 m ü. NHN der höchste Punkt. Nach Informationen in einem online nicht mehr verfügbaren Prospekt des Landkreises befindet sich die höchste Erhebung in der Gemeinde Kottgeisering. Das Geoportal Bayern weist am Steingassenberg bei Türkenfeld 630,5 Meter und im Schönwald nordwestlich Kottgeisering 625 Meter aus.
Der niedrigste Punkt des Landkreises liegt mit 493 Metern im Ampertal bei Geiselbullach, Gemeinde Olching.

### Nachbarkreise
Der Landkreis grenzt im Uhrzeigersinn im Nordwesten beginnend an den Landkreis Dachau, an die Landeshauptstadt München sowie an die Landkreise München, Starnberg, Landsberg am Lech und Aichach-Friedberg.

## Geschichte

### Landgericht
Das Gebiet des heutigen Landkreises Fürstenfeldbruck gehört schon lange zu Bayern. Der Landkreis als Verwaltungseinheit entstand aber erst Anfang des 19. Jahrhunderts, als die beiden Landgerichtsbezirke Dachau und Landsberg errichtet wurden. Aus Teilen dieser beiden Landgerichte wurde am 29. Oktober 1823 das eigenständige Landgericht Bruck gebildet. Es gehörte zum Isarkreis, der 1838 den Namen Oberbayern erhielt.

### Bezirksamt
Das Bezirksamt Bruck folgte am 1. Juli 1862 dem flächengleichen Landgericht älterer Ordnung Bruck.
Am 6. August 1908 wurde das Bezirksamt Bruck offiziell in Bezirksamt Fürstenfeldbruck umbenannt.

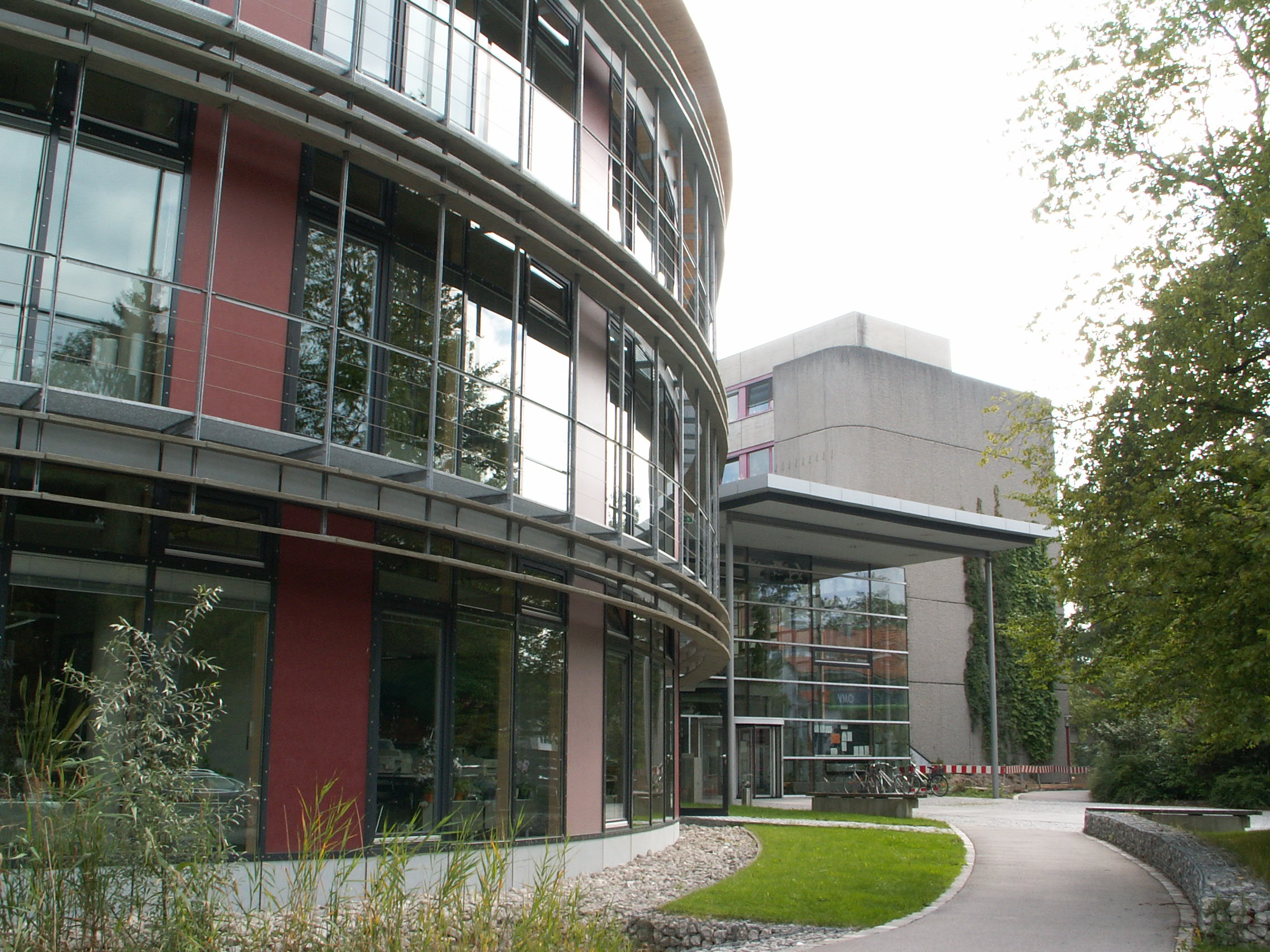
Landratsamt Fürstenfeldbruck

### Landkreis
Am 1. Januar 1939 wurde wie sonst überall im Deutschen Reich die Bezeichnung Landkreis eingeführt. So wurde aus dem Bezirksamt der Landkreis Fürstenfeldbruck.
Am 1. August 1952 wurde der Gemeindeteil Gröbenzell aus der Stadt München in den Landkreis Fürstenfeldbruck umgegliedert und mit Teilen von drei weiteren Gemeinden zur neuen Gemeinde Gröbenzell zusammengefasst.
Im Zuge der Gebietsreform gab der Landkreis Fürstenfeldbruck am 1. Juli 1972 mehrere Gemeinden an benachbarte Landkreise ab:
- Die Gemeinde Ebertshausen wechselte in den Landkreis Dachau.
- Die Gemeinden Geltendorf und Hausen bei Geltendorf wechselten in den Landkreis Landsberg am Lech.
- Die Gemeinden Baierberg, Eresried, Hausen bei Hofhegnenberg, Hofhegnenberg und Steindorf wechselten in den Landkreis Aichach-Friedberg, der zunächst noch bis zum 1. Mai 1973 Landkreis Augsburg-Ost hieß.[7]

### Einwohnerstatistik

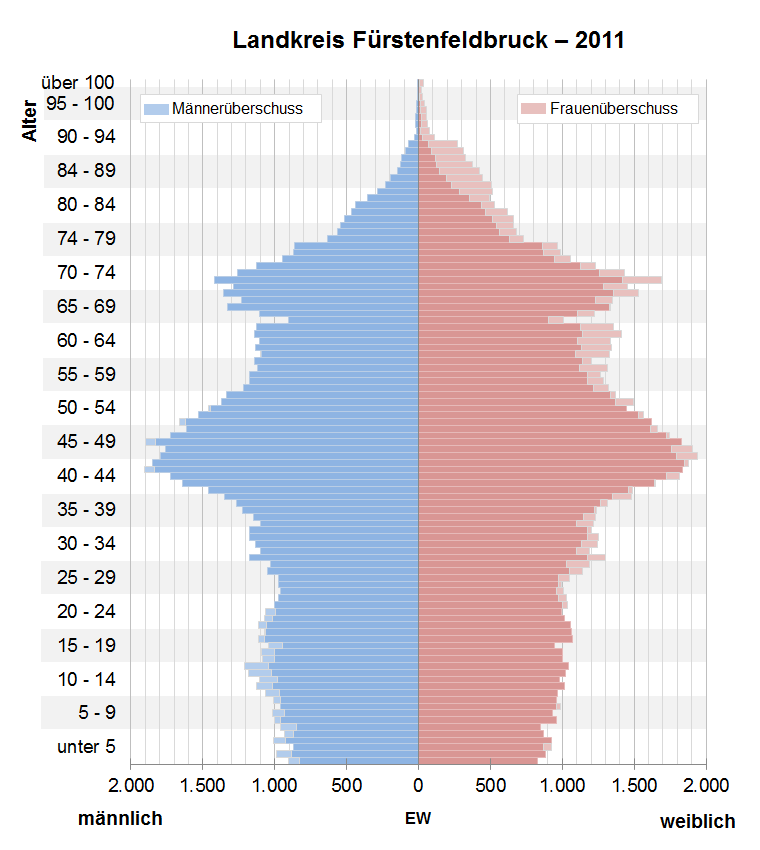
Bevölkerungspyramide für den Kreis Fürstenfeldbruck (Datenquelle: Zensus 2011.)

Der Landkreis Fürstenfeldbruck gewann von 1988 bis 2008 knapp 27.000 Einwohner hinzu bzw. wuchs um ca. 15 %. Zwischen 1988 und 2018 wuchs der Landkreis von 175.037 auf 219.320 um 44.283 Einwohner bzw. um 25,3 %.
Der Osten des Landkreises hat aufgrund der Nähe zu München einen städtischen Charakter, der Westen ist eher ländlich strukturiert.
Die Einwohnerzahlen ab 1840 beziehen sich auf den Gebietsstand vom 25. Mai 1987:
| Jahr | Einwohner |
| 1840 | 15.231    |
| 1871 | 19.072    |
| 1900 | 23.065    |
| 1925 | 30.263    |
| 1939 | 41.578    |
| 1950 | 66.151    |
| 1961 | 82.690    |
| 1970 | 118.6230  |

| Jahr | Einwohner |
| 1987 | 172.760   |
| 1991 | 182.957   |
| 1995 | 186.235   |
| 2000 | 193.092   |
| 2005 | 199.783   |
| 2010 | 204.538   |
| 2015 | 213.481   |
| 2020 | 218.740   |

### Konfessionsstatistik
Gemäß dem Zensus 2022 waren 37,5 % der Einwohner katholisch, 12,1 % evangelisch, und 50,4 % waren konfessionslos, gehörten einer anderen Glaubensgemeinschaft an oder machten keine Angabe.

## Politik

### Kreistag
Die Kreistagswahl 2020 führte zu folgendem Ergebnis:
| Kreistagswahl 2020Wahlbeteiligung: 58,2 % (+4,8 %) %403020100 37,224,111,810,34,13,83,63,41,7 CSUGrüneFWSPDUBVeAfDÖDPFDPLinkeGewinne und Verlusteim Vergleich zu 2014 %p 10 8 6 4 2 0 −2 −4 −6 −8−6,4+9,8−0,1−7,8−1,6+3,8+0,2+0,4+1,7CSUGrüneFWSPDUBVAfDÖDPFDPLinkeAnmerkungen:e Unabhängige Bürgervereinigung | Sitzverteilung im Kreistag Fürstenfeldbruck seit 2020Insgesamt 70 Sitze - Linke: 1 - SPD: 7 - Grüne: 17 - ÖDP: 3 - FDP: 2 - UBV: 3 - FW: 8 - CSU: 26 - AfD: 3 |

| Parteien und Wählergemeinschaften | Parteien und Wählergemeinschaften                          | 2020   | 2020   | 2014   | 2014   | 2008   | 2008   | 2002   | 2002   | 1996   | 1996   |
| Parteien und Wählergemeinschaften | Parteien und Wählergemeinschaften                          | %      | Sitze  | %      | Sitze  | %      | Sitze  | %      | Sitze  | %      | Sitze  |
| --------------------------------- | ---------------------------------------------------------- | ------ | ------ | ------ | ------ | ------ | ------ | ------ | ------ | ------ | ------ |
| CSU                               | Christlich-Soziale Union in Bayern                         | 37,2   | 26     | 43,6   | 31     | 43,3   | 31     | 47,5   | 34     | 40,6   | 29     |
| Grüne                             | Grüne Bayern                                               | 24,1   | 17     | 14,3   | 10     | 13,8   | 10     | 8,7    | 07     | 8,6    | 07     |
| FW                                | Freie Wähler Bayern                                        | 11,8   | 08     | 11,9   | 08     | 0–     | 0–     | 0–     | 0–     | 0–     | 0–     |
| SPD                               | SPD Bayern                                                 | 10,3   | 07     | 18,1   | 13     | 20,2   | 14     | 24,5   | 17     | 26,0   | 18     |
| UBV                               | Unabhängige Bürgervereinigung                              | 4,1    | 03     | 5,7    | 04     | 4,3    | 03     | 2,9    | 02     | 0–     | 0–     |
| AfD                               | AfD Bayern                                                 | 3,8    | 03     | 0–     | 0–     | 0–     | 0–     | 0–     | 0–     | 0–     | 0–     |
| ÖDP/PB                            | Ökologisch–Demokratische Partei/Parteifreie Bürger         | 3,6    | 03     | 3,4    | 02     | 2,1    | 01     | 1,9    | 01     | 0–     | 0–     |
| FDP                               | FDP Bayern                                                 | 3,4    | 02     | 3,0    | 02     | 5,3    | 04     | 3,0    | 02     | 3,0    | 02     |
| Linke                             | Die Linke Bayern                                           | 1,7    | 01     | 0–     | 0–     | 0–     | 0–     | 0–     | 0–     | 0–     | 0–     |
| FUW                               | Freie und Unabhängige Wählergemeinschaft e. V.             | 0–     | 0–     | 0–     | 0–     | 11,1   | 07     | 9,1    | 06     | 13,4   | 09     |
| REP                               | Die Republikaner                                           | 0–     | 0–     | 0–     | 0–     | 0–     | 0–     | 2,5    | 01     | 3,1    | 02     |
| BV                                | Die Bürgervereinigungen                                    | 0–     | 0–     | 0–     | 0–     | 0–     | 0–     | 0–     | 0–     | 3,0    | 02     |
| ÖDP/PU                            | Ökologisch–Demokratische Partei/Parteifreie Umweltschützer | 0–     | 0–     | 0–     | 0–     | 0–     | 0–     | 0–     | 0–     | 2,3    | 01     |
| gesamt                            | gesamt                                                     | 100,0  | 70     | 100,0  | 70     | 100,1  | 70     | 100,1  | 70     | 100,0  | 70     |
| Wahlbeteiligung                   | Wahlbeteiligung                                            | 58,2 % | 58,2 % | 53,4 % | 53,4 % | 58,0 % | 58,0 % | 59,4 % | 59,4 % | 64,1 % | 64,1 % |

### Bezirksamtmänner (bis 1938) und Landräte (ab 1939)
- 1913–1921 Josef Nibler
- 1921–1928 Johann Schmidinger
- 1928–1945 Karl Sepp
- 25. Mai 1945 bis 5. Juni 1946: Hans Miller (kommissarisch)
- 6. Juni 1946 bis 6. März 1947: Hans Wachter (CSU)
- 13. März 1947 bis 2. Dezember 1947: Ernst Raadts (BP)
- 9. Dezember 1947 bis 30. Mai 1948: Karl Huber (CSU)
- 1. Juni 1948 bis 30. April 1964: Ernst Raadts (BP)
- 1. Mai 1964 bis 31. Dezember 1971: Mathias Duschl (SPD)
- 1. Januar 1972 bis 30. Juni 1972: Josef Reithmayr (FW), kommissarisch
- 1. Juli 1972 bis 30. April 1990: Gottfried Grimm (damals CSU)
- 1. Mai 1990 bis 30. April 1996: Rosemarie Grützner (SPD)
- Seit 1. Mai 1996: Thomas Karmasin (CSU)

### Wappen
| Wappen des Landkreises Fürstenfeldbruck | Blasonierung: „Durch einen von Silber und Rot in zwei Reihen geschachten Schrägbalken geteilt von Grün und Blau; oben eine silberne Fürstenkrone, unten eine dreibogige gemauerte silberne Brücke.“ |
| Wappen des Landkreises Fürstenfeldbruck | Wappenbegründung: Der geschachtete Schrägbalken entstammt dem Familienwappen des Klosterbegründers St. Bernhard. Die Fürstenkrone symbolisiert die an der Gründung ebenfalls beteiligten Wittelsbacher, wohingegen die Brücke den Markt Bruck repräsentiert. Der Entwurf des Wappens geht auf das bis 1936 gültige Marktwappen zurück und wurde am 30. Juni 1967 per Kreistagsbeschluss offiziell eingeführt. |

### Kreispartnerschaften
Es besteht eine offizielle Partnerschaft mit dem jetzigen Landkreis Greiz in Thüringen. Geschlossen wurde diese Partnerschaft 1991 mit dem damals noch eigenständigen Landkreis Zeulenroda. Im Zuge der Gebietsreform von 1994 wurden die Landkreise Greiz, Zeulenroda und Teile der Landkreise Gera (Landkreis Gera) und Schmölln (Landkreis Schmölln) zusammengelegt.

## Wirtschaft und Infrastruktur

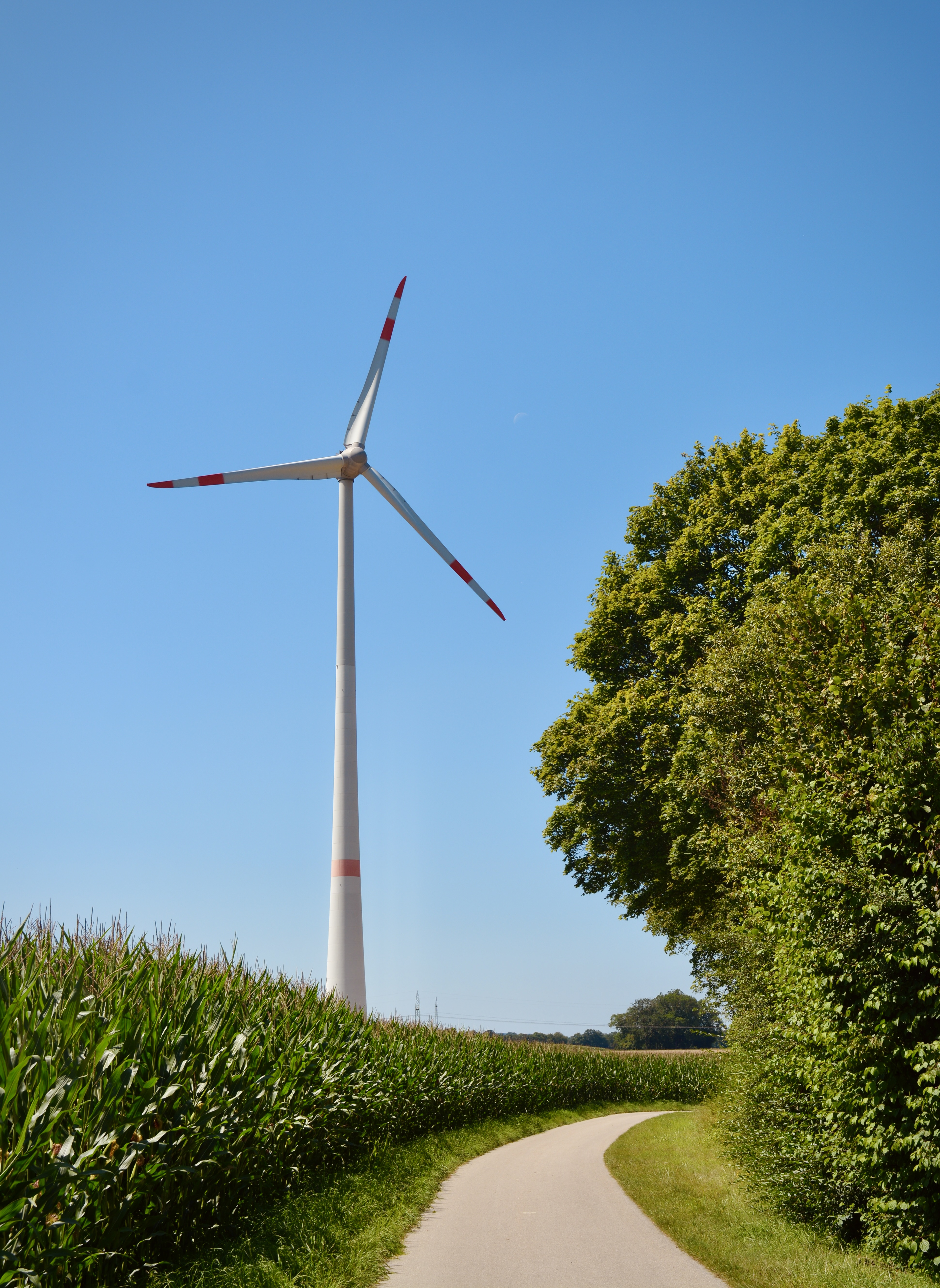
Die Windkraftanlagen in Mammendorf und Malching (Foto) produzieren je bis zu 7 Mio. Kilowattstunden pro Jahr.

Der Landkreis gliedert sich sowohl wirtschaftlich als auch von der Bevölkerungsdichte her deutlich in zwei Teile. Während im dichtbesiedelten Osten in großem Umfang mittelständische Industrie angesiedelt ist, prägen den dünner besiedelten Westen vor allem landwirtschaftliche Betriebe.
Im Zukunftsatlas 2016 belegte der Landkreis Platz 49 von 402 Landkreisen, Kommunalverbänden und kreisfreien Städten in Deutschland und zählt damit zu den Regionen mit „hohen Zukunftschancen“. In der Ausgabe von 2019 lag er auf Platz 72 von 401.

### Verkehr

#### Straßenverkehr
Hauptverkehrsstraßen im Landkreis sind die Autobahnen 8 (München–Stuttgart) und 99 mit der „Eschenrieder Spange“ im Nordosten und Osten sowie die A 96 München–Lindau im Südosten; dazu die Bundesstraßen 2 und 471.

#### Bahnverkehr
Der Landkreis wird von zwei Hauptbahnlinien durchzogen:
Die München-Augsburger Eisenbahn-Gesellschaft nahm schon 1839/40 den Betrieb auf der Bahnstrecke München–Augsburg auf. Bis zum Bahnhof Mammendorf (früher Nannhofen) laufen besondere Gleise für die S-Bahnlinie 3 parallel, mit den S-Bahn-Stationen in Maisach, Olching und Gröbenzell im Kreisgebiet.
Auch die 1873 von der Bayerischen Staatsbahn eröffnete Bahnstrecke München–Buchloe wird bis Geltendorf von der S-Bahn (S 4) mitbenutzt, mit S-Bahn-Stationen in Türkenfeld, Grafrath, Schöngeising, Buchenau, Fürstenfeldbruck, Eichenau, Puchheim.
Die 1903 erbaute Bahnstrecke Pasing–Herrsching dient jetzt ausschließlich dem Verkehr der S-Bahnlinie 8; sie erschließt im Kreis lediglich die Große Kreisstadt Germering.

#### Busverkehr
Der MVV betreibt im Landkreis vier Arten von Regionalbussen:
- Expressbuslinien (X80, X845, X900, X910, X920): Tangentialverbindungen der S-Bahn-Linien
- Regionalbuslinien (803- 889): Regionalbusverkehr
- Nachtbuslinien N80 und N81: nächtliche Verbindung zur Stadt München
- RufTaxilinien: Ergänzung des Regionalbusverkehrs zu Zeiten ohne regulären öffentlichen Verkehr

## Gemeinden
(Einwohner am 31. Dezember 2024)
| Städte 1. Fürstenfeldbruck, Große Kreisstadt (37.420) 2. Germering, Große Kreisstadt (40.916) 3. Olching (27.310) 4. Puchheim (20.858) Weitere Gemeinden 1. Adelshofen (1893) 2. Alling (4105) 3. Althegnenberg (2056) 4. Egenhofen (3443) 5. Eichenau (11.540) 6. Emmering (6899) 7. Grafrath (3885) 8. Gröbenzell (19.362) 9. Hattenhofen (1559) 10. Jesenwang (1668) 11. Kottgeisering (1599) 12. Landsberied (1566) 13. Maisach (13.974) 14. Mammendorf (5066) 15. Mittelstetten (1683) 16. Moorenweis (4122) 17. Oberschweinbach (1741) 18. Schöngeising (1943) 19. Türkenfeld (3619) | Verwaltungsgemeinschaften 1. Grafrath (Gemeinden Grafrath, Kottgeisering und Schöngeising) 2. Mammendorf (Gemeinden Adelshofen, Althegnenberg, Hattenhofen, Jesenwang, Landsberied, Mammendorf, Mittelstetten und Oberschweinbach) |

## Gemeinden vor der Gebietsreform 1971/78
Bis zur Gebietsreform 1971/78 hatte der Landkreis Fürstenfeldbruck 59 Gemeinden (siehe Liste unten).
Im Nordwesten grenzte der Landkreis an den Landkreis Friedberg, im Nordosten an den Landkreis Dachau, im Osten an den Landkreis und die Stadt München, im Süden an den Landkreis Starnberg und im Südwesten und Westen an den Landkreis Landsberg am Lech.
Die Gemeinden des Landkreises Fürstenfeldbruck vor der Gemeindereform 1971/78 (Heute noch existierende Gemeinden sind fett geschrieben):

Landkreis Fürstenfeldbruck, Gemeindegrenzenkarte von 1961

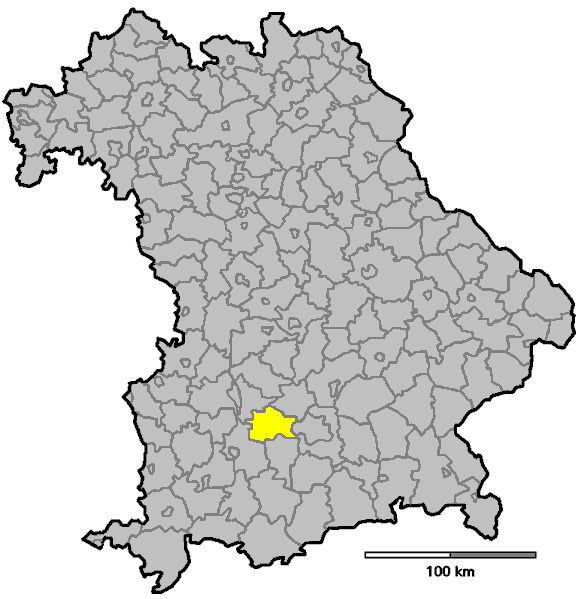
Lage in Bayern

| frühere Gemeinde                             | heutige Gemeinde | heutiger Landkreis |
| -------------------------------------------- | ---------------- | ------------------ |
| Adelshofen                                   | Adelshofen       | Fürstenfeldbruck   |
| Aich                                         | Fürstenfeldbruck | Fürstenfeldbruck   |
| Alling                                       | Alling           | Fürstenfeldbruck   |
| Althegnenberg                                | Althegnenberg    | Fürstenfeldbruck   |
| Aufkirchen                                   | Egenhofen        | Fürstenfeldbruck   |
| Baierberg                                    | Mering           | Aichach-Friedberg  |
| Biburg                                       | Alling           | Fürstenfeldbruck   |
| Dünzelbach                                   | Moorenweis       | Fürstenfeldbruck   |
| Ebertshausen                                 | Odelzhausen      | Dachau             |
| Egenhofen                                    | Egenhofen        | Fürstenfeldbruck   |
| Eichenau (seit 1957 selbständige Gemeinde)   | Eichenau         | Fürstenfeldbruck   |
| Eismerszell                                  | Moorenweis       | Fürstenfeldbruck   |
| Emmering                                     | Emmering         | Fürstenfeldbruck   |
| Eresried                                     | Steindorf        | Aichach-Friedberg  |
| Esting                                       | Olching          | Fürstenfeldbruck   |
| Fürstenfeldbruck (Stadt)                     | Fürstenfeldbruck | Fürstenfeldbruck   |
| Geiselbullach                                | Olching          | Fürstenfeldbruck   |
| Geltendorf                                   | Geltendorf       | Landsberg am Lech  |
| Germering                                    | Germering        | Fürstenfeldbruck   |
| Germerswang                                  | Maisach          | Fürstenfeldbruck   |
| Gröbenzell (seit 1952 selbständige Gemeinde) | Gröbenzell       | Fürstenfeldbruck   |
| Grunertshofen                                | Moorenweis       | Fürstenfeldbruck   |
| Günzlhofen                                   | Oberschweinbach  | Fürstenfeldbruck   |
| Hattenhofen                                  | Hattenhofen      | Fürstenfeldbruck   |
| Hausen bei Geltendorf                        | Geltendorf       | Landsberg am Lech  |
| Hausen bei Hofhegnenberg                     | Steindorf        | Aichach-Friedberg  |
| Hörbach                                      | Althegnenberg    | Fürstenfeldbruck   |
| Hofhegnenberg                                | Steindorf        | Aichach-Friedberg  |
| Holzhausen                                   | Alling           | Fürstenfeldbruck   |
| Jesenwang                                    | Jesenwang        | Fürstenfeldbruck   |
| Kottgeisering                                | Kottgeisering    | Fürstenfeldbruck   |
| Landsberied                                  | Landsberied      | Fürstenfeldbruck   |
| Luttenwang                                   | Adelshofen       | Fürstenfeldbruck   |
| Maisach                                      | Maisach          | Fürstenfeldbruck   |
| Malching                                     | Maisach          | Fürstenfeldbruck   |
| Mammendorf                                   | Mammendorf       | Fürstenfeldbruck   |
| Mittelstetten                                | Mittelstetten    | Fürstenfeldbruck   |
| Moorenweis                                   | Moorenweis       | Fürstenfeldbruck   |
| Nannhofen                                    | Mammendorf       | Fürstenfeldbruck   |
| Oberschweinbach                              | Oberschweinbach  | Fürstenfeldbruck   |
| Oberweikertshofen                            | Egenhofen        | Fürstenfeldbruck   |
| Olching                                      | Olching          | Fürstenfeldbruck   |
| Pfaffenhofen                                 | Jesenwang        | Fürstenfeldbruck   |
| Puch                                         | Fürstenfeldbruck | Fürstenfeldbruck   |
| Puchheim                                     | Puchheim         | Fürstenfeldbruck   |
| Purk                                         | Moorenweis       | Fürstenfeldbruck   |
| Rottbach                                     | Maisach          | Fürstenfeldbruck   |
| Schöngeising                                 | Schöngeising     | Fürstenfeldbruck   |
| Steinbach                                    | Moorenweis       | Fürstenfeldbruck   |
| Steindorf                                    | Steindorf        | Aichach-Friedberg  |
| Tegernbach                                   | Mittelstetten    | Fürstenfeldbruck   |
| Türkenfeld                                   | Türkenfeld       | Fürstenfeldbruck   |
| Überacker                                    | Maisach          | Fürstenfeldbruck   |
| Unteralting                                  | Grafrath         | Fürstenfeldbruck   |
| Unterpfaffenhofen                            | Germering        | Fürstenfeldbruck   |
| Unterschweinbach                             | Egenhofen        | Fürstenfeldbruck   |
| Wenigmünchen                                 | Egenhofen        | Fürstenfeldbruck   |
| Wildenroth                                   | Grafrath         | Fürstenfeldbruck   |
| Zankenhausen                                 | Türkenfeld       | Fürstenfeldbruck   |

## Sehenswürdigkeiten
Neben den Baudenkmälern und Sehenswürdigkeiten der einzelnen Gemeinden ist das
Bauernhofmuseum Jexhof erwähnenswert. Der Dreiseithof mit seinen ausgedehnten Waldbesitz gehörte bis zur Säkularisation zum Kloster Fürstenfeld, einer barocken Anlage, die ebenfalls einen Besuch wert ist.
siehe auch: Liste von Pfarrhäusern im Landkreis Fürstenfeldbruck

## Schutzgebiete
Im Landkreis befinden sich drei Naturschutzgebiete, 13 Landschaftsschutzgebiete, fünf FFH-Gebiete und mindestens sechs ausgewiesene Geotope (Stand April 2016).

## Kfz-Kennzeichen
Am 1. Juli 1956 wurde dem Landkreis bei der Einführung der bis heute gültigen Kfz-Kennzeichen das Unterscheidungszeichen FFB zugewiesen. Es wird durchgängig bis heute ausgegeben.